# Condado de Terry
O Condado de Terry é um dos 254 condados do estado americano do Texas. A sede do condado é Brownfield, e sua maior cidade é Brownfield.
O condado possui uma área de 2 308 km² (dos quais 3 km² estão cobertos por água), uma população de 12 761 habitantes, e uma densidade populacional de 6 hab/km² (segundo o censo nacional de 2000).
O condado foi fundado em 1876. É um dos 46 condados do Texas que proibem a venda de bebidas alcoólicas.